# Calligonum trifarium
Calligonum trifarium Z.M.Mao – gatunek rośliny z rodziny rdestowatych (Polygonaceae Juss.). Występuje naturalnie w Chinach – w regionie autonomicznym Sinciang. 

## Morfologia
PokrójZrzucający liście krzew dorastający do 0,5–0,8 m wysokości.
LiścieIch blaszka liściowa ma równowąski kształt. Mierzy 2–3 mm długości, o ostrym wierzchołku.
KwiatyPojedyncze lub zebrane po 2–3 w pęczki, rozwijają się w kątach pędów. Listki okwiatu mają eliptyczny kształt i czerwoną barwę, mierzy do 2–3 mm długości.
OwoceMają jajowaty kształt, osiągają 10–20 mm długości oraz 8–18 mm szerokości.

## Biologia i ekologia
Rośnie na pustyniach oraz wydmach. Występuje na wysokości około 500 m n.p.m. Kwitnie od maja do czerwca, natomiast owoce dojrzewają od czerwca do lipca.